# Эврип

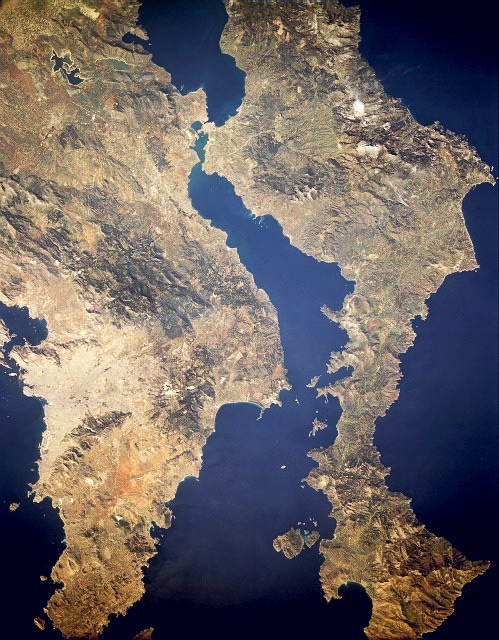
Пролив Эврип отделяет Беотию (слева) от Эвбеи (справа)

Э́врип (др.-греч. Εὔριπος) — узкий пролив в Эгейском море на территории современной Греции, который отделяет южный берег греческого острова Эвбея от области Беотия в континентальной Греции.
В самом узком месте ширина пролива составляет всего 38 метров. Из-за резкого сужения в этом месте воды пролива нагоняются ветром и пробиваются через него с необычайной силой. При этом каждые шесть часов направление течения изменяется после кратковременного затишья. В древности на южном берегу пролива существовал город Ороп. На северном берегу — Халкида, ныне административный центр Эвбеи, ранее также важная средневековая крепость сеньории Негропонта. В новое время через пролив были перекинуты два моста. Один подвесной длиной 215 метров (сам пролив в этом месте составляет 160 метров), а другой, в самом узком 38-метровом месте, разводной для пропуска морских судов.